# Asamblea de Delegados de la Nación Eslovena

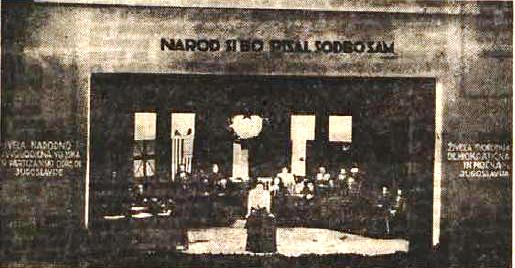
Asamblea de Delegados de la Nación Eslovena.

La Asamblea de Delegados de la Nación Eslovena (en esloveno: Zbor odposlancev slovenskega naroda) o la Asamblea de Kočevje (Kočevski zbor) fue la sesión celebrada en Kočevje en lo que ahora es el sur de Eslovenia durante el período del 1 al 3 de octubre de 1943 por el máximo órgano representativo del movimiento partisano antifascista en Eslovenia durante la Segunda Guerra Mundial. La asamblea eligió el cuerpo legislativo de las áreas liberadas eslovenas.
En septiembre de 1943, justo cuando los italianos capitulaban ante los aliados, el Frente de Liberación de la Nación Eslovena llevó a cabo elecciones públicas en las zonas liberadas de la provincia de Liubliana, anexionada a Italia. Los 572 delegados del Frente de Liberación de la Nación Eslovena elegidos directamente y 78 elegidos indirectamente se reunieron en Kočevje en lo que entonces se convirtió en la Zona de Operaciones del Litoral Adriático ocupada por los alemanes. Durante sus deliberaciones, la Asamblea eligió el cuerpo legislativo de 120 miembros conocido como Comité de Liberación Nacional Esloveno (Slovenski narodnoosvobodilni odbor), y el Presidium del Comité asumió los poderes ejecutivos. El Comité envió representantes a la segunda sesión de AVNOJ celebrada en Jajce, en Bosnia central, el 29 de noviembre de 1943. Ellos fueron fundamentales para agregar la cláusula de autodeterminación a la resolución sobre el establecimiento de la futura Yugoslavia federal.
En la Sesión de Črnomelj del 19 al 20 de febrero de 1944, el Comité de Liberación Nacional de Eslovenia pasó a llamarse Consejo de Liberación Nacional de Eslovenia (Slovenski narodnoosvobodilni svet, SNOS). Era el equivalente esloveno de consejos similares establecidos por los partisanos en otras regiones de Yugoslavia. Después de su creación, SNOS accedió a todas las decisiones de la segunda sesión de AVNOJ y también estableció un gobierno interino.